# Unité urbaine de Sedan
L'unité urbaine de Sedan est une unité urbaine française centrée sur la commune de Sedan, sous-préfecture et deuxième ville du département des Ardennes, située dans la région Grand Est.

## Données globales
En 2010, selon l'Insee, l'unité urbaine était composée de sept communes.
En 2020, à la suite d'un nouveau zonage, elle est composée des sept mêmes communes.
En 2022, avec 25 264 habitants, elle représente la 2e unité urbaine du département des Ardennes et occupe le 24e rang dans la région Grand Est.
En 2019, sa densité de population s'élève à 283 hab/km2. Par sa superficie, elle ne représente que 1,7 % du territoire départemental mais, par sa population, elle regroupe 9,13 % de la population du département des Ardennes.

## Évolution territoriale depuis 1982
En 1982, l'unité urbaine de Sedan regroupait six communes urbaines (outre la ville-centre, Balan, Bazeilles, Floing, Glaire et Wadelincourt) et dépassait les 30 000 habitants. Elle atteignait alors 30 871 habitants, répartis sur 75,2 km2, et figurait déjà comme la deuxième unité urbaine du département des Ardennes, se situant après Charleville-Mézières.
Aux deux recensements suivants, ceux de 1990 et de 1999, l'unité urbaine de Sedan ne s'est pas agrandie .
C'est lors de la dernière délimitation de 2010 effectuée par l'INSEE que l'unité urbaine de Sedan s'est agrandie d'une nouvelle commune, Saint-Menges. Sa superficie est maintenant de 87,4 km2.
Dans le dernier zonage de 2020, elle garde le même périmètre.

## Composition de l'unité urbaine en 2020
Elle est composée des sept communes suivantes :
| Nom                  | Code Insee | Département | Statut       | Superficie (km2) | Population (dernière pop. légale) | Densité (hab./km2) | Modifier                                    |
| -------------------- | ---------- | ----------- | ------------ | ---------------- | --------------------------------- | ------------------ | ------------------------------------------- |
| Sedan (ville-centre) | 08409      | Ardennes    | ville-centre | 16,28            | 16 727 (2022)                     | 1 027              | modifier les données · modifier les données |
| Balan                | 08043      | Ardennes    | banlieue     | 4,65             | 1 596 (2022)                      | 343                | modifier les données · modifier les données |
| Bazeilles            | 08053      | Ardennes    | banlieue     | 37,49            | 2 459 (2022)                      | 66                 | modifier les données · modifier les données |
| Floing               | 08174      | Ardennes    | banlieue     | 7,43             | 2 277 (2022)                      | 306                | modifier les données · modifier les données |
| Glaire               | 08194      | Ardennes    | banlieue     | 6,46             | 824 (2022)                        | 128                | modifier les données · modifier les données |
| Saint-Menges         | 08391      | Ardennes    | banlieue     | 12,21            | 934 (2022)                        | 76                 | modifier les données · modifier les données |
| Wadelincourt         | 08494      | Ardennes    | banlieue     | 4,22             | 447 (2022)                        | 106                | modifier les données · modifier les données |

## Évolution démographique
| 1968   | 1975   | 1982   | 1990   | 1999   | 2008   | 2013   | 2019   |
| ------ | ------ | ------ | ------ | ------ | ------ | ------ | ------ |
| 30 882 | 32 224 | 32 276 | 30 434 | 29 415 | 28 325 | 27 167 | 24 701 |

#### Données générales
- Unité urbaine
- Aire d'attraction d'une ville
- Aire urbaine (France)
- Liste des unités urbaines de France

#### Données démographiques en rapport avec l'unité urbaine de Sedan
- Aire d'attraction de Sedan
- Arrondissement de Sedan

#### Données démographiques en rapport avec les Ardennes
- Démographie des Ardennes
- Liste des unités urbaines du département des Ardennes